# Cod ATC D08
Cod ATC D08 este o parte a Sistemului de clasificare Anatomo Terapeutico Chimică.
D Preparate dermatologice
D 08 Antiseptice și dezinfectante